# Universal Naming Convention
Ne doit pas être confondu avec Uniform Resource Locator.
En informatique, Universal Naming Convention ou Uniform Naming Convention abrégé UNC est une convention sur une manière de définir l’adresse d’une ressource sur un réseau, mise en œuvre par Microsoft Windows.
Les chemins UNC sont des chemins unicode.
Plutôt que de spécifier une lettre de lecteur et un chemin d’accès (par exemple: D:\Dossier\NomDuFichier), une adresse UNC utilise la syntaxe suivante :
\\NomOuIpDuServeur\NomDuPartage\Dossier\NomDuFichier